# Orda Khan

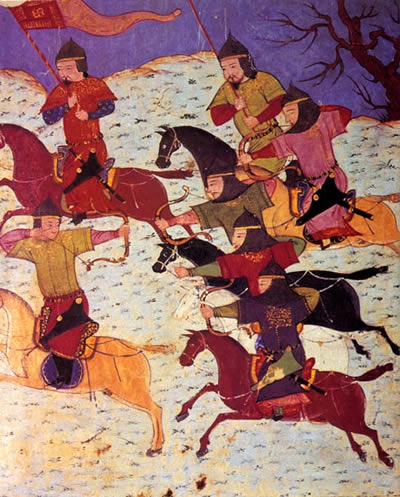
Arquer a cavall mongol.

Orda Khan (Orda-Ichen, Орд эзэн, vers 1204-1251) fou fill de Jotxi i germà de Batu Khan, i primer kan de l'Horda Blava (l'Horda Blava era la que tenia els dominis a l'est i s'esmenta amb aquest color a les fonts turcomongoles i russes però amb el color Blanc a les fonts perses; així moltes obres de referència parlen de l'Horda Blanca però aquí s'ha escollit Horda Blava perquè sembla més proper a la realitat històrica; en alguns fonts de referència s'elimina aquesta dualitat esmentant només l'Horda Occidental o ulus de Batu i l'Horda Oriental o ulus d'Orda).
La paternitat de Genguis Kan sobre el seu fill gran Jotxi fou qüestionada (vegeu Genguis Kan) i tot i que el gran conqueridor mongol sempre va considerar a Jotxi com fill propi, i ho va fer confirmar per un kuriltay el 1222, a partir del 1223 el gran kan es va decantar per tercer fill, Ogodei, com a hereu. Txagatai i Jotxi ho van acceptar però les relacions entre ambdós foren sempre dolentes. La tardor del 1223 Jotxi es va retirar al seu ulus al nord de la mar d'Aral i la mar Càspia, la part occidental de l'imperi, on va restar sense tornar a veure al seu pare. El 1226 Genguis Kan el va cridar i Jotxi no el va obeir. Genguis estava disposat a enviar contra el fill rebel als altres dos fills Txagatai i Ogodei però abans d'obrir-se les hostilitats, mentre Genguis feia campanya contra els jurchen (des de 1226), el febrer de 1227 va morir Jotxi al seu territori del Turgai i l'Ural.
Els dominis occidentals foren confirmats a la seva família, els jòtxides, al kuriltai de 1229. El dret mongol reservava a la branca major les terres més allunyades dels dominis paterns i així Jotxi havia rebut les estepes a l'oest del Irtish amb Semipalàtinsk, Aqmolinsk, Turgai o Aqtiubinsk, Uralsk, Adaj i el país de Coràsmia amb Khivà i el dret de conquesta a l'oest del Volga, anomenat terra de Quiptxaq i a la seva mort les terres de pastura encarregades havien passat al seu fill Batu (Sain khan = 'el bon kan'). Això va passar el 1227. Orda era el fill gran però la part de Batu Khan en l'ulus de Jotxi fou considerablement més gran i important. No obstant no fou ell sinó Orda, com a fill primogènit, el que va esdevenir el cap de la família jòcida i així fou considerat a Karakorum, la capital imperial, i va deixar voluntàriament la direcció de l'Horda principal al seu germà (altres germans van fundar altres hordes menors: Xiban a Sibèria o Turan, i Togha Timur en el que després fou el Kanat de Kassímov).
Els seus dominis foren de fet independents dels de Batu que si bé li hauria d'haver estat subjecte, mai va ser així. S'estenien a l'est de l'ulus de Jotxi i com ja s'ha esmentat era identificada amb un color o també com a Horda Dominant (i la de Batu com Horda Dependent) o com a divisió Esquerra (en el sentit de mà esquerra; mentre els occidentals eren la divisió Dreta). Howorth l'esmenta com Horda Blanca i segueix les narracions d'Abu l-Fida, Hajji Abdul Ghassar, Munejimbashi i (fins que va deixar d'escriure) Rashid al-Din, descartant (seguint a Von Hammer) la de Abu l-Ghazi Khan, ja que esmenta un salt de 15 anys en la narració d'aquest entre els regnats de Berdibeg i d'Urus Khan (Abu l-Ghazi situa a Urus com a successor de Berdibeg, ignora a Mamai i diu que els emperadors d'Alemanya eren descendents de Xiban) i afegeix que el kan historiador no és de gaire ajuda fora de la nissaga dels kans de Bukharà a la qual pertanyia.
Orda va dominar part del modern Kazakhstan i territoris propers a la zona del Yaxartes (Àsia central occidental i Sibèria sud occidental). La seu de l'Horda Blava era originalment a l'est del llac Balkhash, però més tard es va traslladar a Sighnak, modern Kazakhstan, al riu Sirdarià. Les seves ciutats principals foren (segons Von Hammer) Sighnak, Tarasi i Otrar.
Orda Khan va assistir el 1229 amb els seus altres germans menys un (Tuka Timur) a la proclamació del khakan Ogodei. Va participar en la invasió dels tàtars a Rússia i Europa (1237-1242) però era un comandant subordinat a les ordes de Batu Khan. Quan fou proclamat khakan Mongke, el 1251, no hi va assistir.
Segons Raixid-ad-Din va deixar set fills: Sartaktai, Kuli, Kurmishi, Kunkrat (Kun Kuran o Qun Quran), Jurmakai, Kutokui (Kirikui) i Khulagu. El mateix autor diu que Sertaktai va tenir un fill de nom Kubinji al qual Abu l-Fida esmenta com a Kapchi o Kapge (i diu que era fill i no net d'Orda, opinió que compateix D'Ohsson la font del qual diu que era "nét de Jotxi"; Howorth suposa que el nom Sartaktai es va introduir per error a la llista de Rashid al-Din i que en realitat es referia al fill gran de Batu, Sartak Khan) i que sembla la mateixa persona del Kochi Oghul esmentat vers el 1280.
A Orda l'hauria succeir segons el Jami al-Tawarikh ("Compendi de Croniques") de Rashid al-Din, el seu quart fill Kunkrat (Kun Kuran o Qun Quran)
.